# Sewell (Chili)
Pour les articles homonymes, voir Sewell.
Sewell est une ville minière du Chili inscrite en 2006 sur la liste du patrimoine mondial.
La ville est située à plus de 2 000 m dans la cordillère des Andes, dans une partie reculée du pays. Elle a été construite par l'entreprise Braden Copper en 1905, afin d'héberger les travailleurs de la mine El teniente. Elle doit son nom au président de celle-ci, le financier américain Barton Sewell.
À partir de 1911, après quatre ans de travaux, la ville est reliée par chemin de fer avec Rancagua, où les marchandises sont transférées sur le réseau national. Ce chemin de fer perdure jusqu'en 1978.
La ville bâtie sur des pentes abruptes n'est pas très praticable par des engins à roues. Les maisons et bâtiments sont en bois et peints avec des tons vifs.
La mine de El teniente est  la plus grande mine souterraine de cuivre du monde. Elle revêt une dimension particulière car elle est liée à la nationalisation chilienne du cuivre (en).
La ville de Sewell a compté 15 000 habitants avant d'être laissée à l'abandon dans les années 1970.